# 77 Dywizja Piechoty (Imperium Rosyjskie)
77 Dywizja Piechoty (ros. 77-я пех. дивизия) – rezerwowa dywizja piechoty Imperium Rosyjskiego, okresu działań zbrojnych I wojny światowej.
Powstała z 41 Dywizji Piechoty z Kazania (16 Korpus Armijny, 4 Armia).

## Struktura organizacyjna
Lipiec 1914:
- dowództwo dywizji
- 305 Łajszewski pułk piechoty
- 306 Mokszański pułk piechoty
- 307 Spasski pułk piechoty
- 308 Czeboksarski pułk piechoty